# 17e cérémonie des Chicago Film Critics Association Awards
La 17e cérémonie des Chicago Film Critics Association Awards, décernés par la Chicago Film Critics Association, a eu lieu le 19 janvier 2005, et a récompensé les films réalisés en 2004 .

## Palmarès

### Meilleur film
- Sideways

### Meilleur réalisateur
- Clint Eastwood pour Million Dollar Baby

### Meilleur acteur
- Paul Giamatti pour le rôle de Miles Raymond dans Sideways

### Meilleure actrice
- Imelda Staunton pour le rôle de Vera dans Vera Drake

### Meilleur acteur dans un second rôle
- Thomas Haden Church pour le rôle de Jack Lopate dans Sideways

### Meilleure actrice dans un second rôle
- Virginia Madsen pour le rôle de Maya Randall dans Sideways

### Acteur le plus prometteur
- Catalina Sandino Moreno pour le rôle de Maria Alvarez dans Maria, pleine de grâce (María llena eres de gracia)

### Meilleur scénario
- Sideways – Alexander Payne et Jim Taylor

### Meilleure photographie
- Aviator (The Aviator) – Robert Richardson
- Hero (英雄) – Christopher Doyle

### Meilleure musique de film
- Aviator (The Aviator) – Howard Shore

### Meilleur film en langue étrangère
- Un long dimanche de fiançailles  France

### Meilleur film documentaire
- Fahrenheit 9/11